# دونالد ماكالوم (سياسي)
دونالد ماكالوم هو لاعب كرة قدم أسترالية وسياسي أسترالي، ولد في 28 أكتوبر 1877، وتوفي في 12 يوليو 1937. نشط حزبياً في حزب العمال الأسترالي. وقد انتخب عضو الجمعية التشريعية لأستراليا الغربية ‏.